# Baltic Yachts

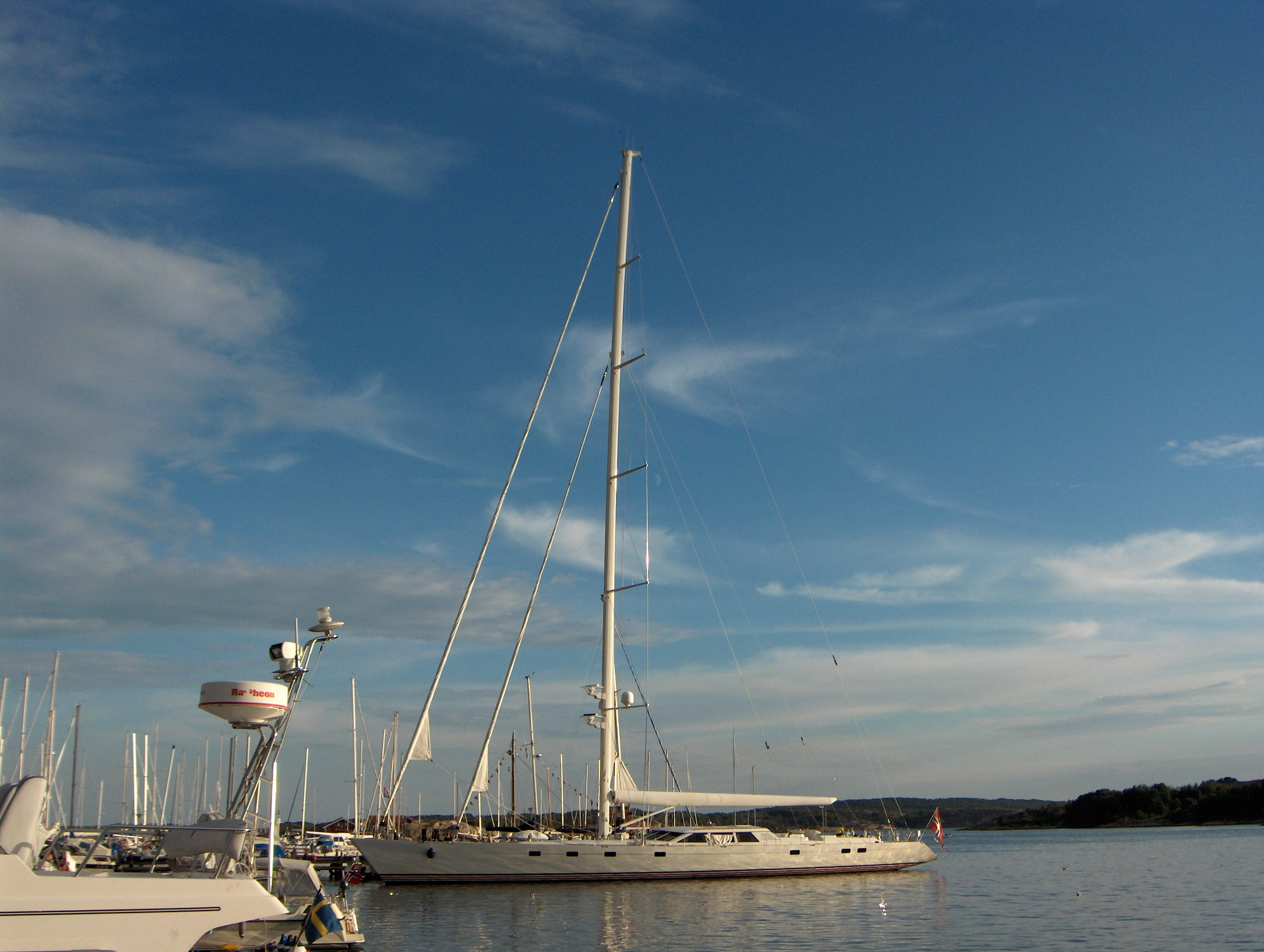
S/Y Canica, ägd av Stein Erik Hagen, i Grebbestad

Baltic Yachts är ett finländskt segelbåtsvarv, som grundades 1973 i Bosund i Larsmo kommun. Sedan 2009 tillverkas båtar också i Jakobstad, där huvudkontoret ligger.
Segelbåtarna som tillverkas är exklusiva, med standardmodeller på mellan 50 och 66 fot, vilka anpassas enligt kundernas önskemål, samt båtar som görs helt enligt kundens önskemål på upp till 200 fot.
Varvet har kapacitet att bygga båtar på upp till 86 meter. Den största byggda båten levererades 2011, den 60 meter långa ketchen Hetairos med deplacement 230 ton och 60 meter höga master, ritad av Dykstra & Partners Naval Architects. Bygget gav arbete åt upp åt ett par hundra personer under två år.